# Midway (Carolina del Norte)
Midway es un pueblo del condado de Davidson  en el estado estadounidense de Carolina del Norte.